# Leo von Lützow
Leo Marquard Freiherr von Lützow (* 18. Mai 1856 in Görlitz; † 25. April 1908 in Arolsen) war ein preußischer Landrat und Landesdirektor im Fürstentum Waldeck-Pyrmont.

## Leben
Leo Marquard von Lützow war der Sohn des Kammergerichtsrats Leo von Lützow (1817–1891) und dessen Ehefrau Maria d' Orville (1819–1890, Sängerin). Er schlug zunächst eine militärische Laufbahn ein und war von 1874 bis 1877 Soldat, zuletzt Sekonde-Leutnant im Garde-Füsilier-Regiment der preußischen Armee.
Es schloss sich ein Studium der Rechtswissenschaften an und er promovierte zum Doktor beider Rechte. 1881 zum Gerichtsreferendar ernannt, nahm er im Jahr darauf eine Beschäftigung im Justizdienst von Elsaß-Lothringen auf. 1885 wechselte er in die Verwaltung des Landes und war bis Ende 1886 beim Bezirkspräsidium in Straßburg tätig. Er wurde mit der kommissarischen Leitung des Landratsamtes Adelnau im Regierungsbezirk Posen beauftragt. Am 7. Oktober 1887 folgte die Ernennung zum Landrat des Kreises Ostrowo. Drei Jahre später wechselte er als Oberregierungsrat zur Bezirksregierung Bromberg. Im September 1903 übernahm er die Vertretung des Oberpräsidenten in Stettin und blieb bis zum 9. Oktober 1907 in diesem Amt, als er Landesdirektor im Fürstentum Waldeck-Pyrmont wurde. Kurz nach seinem Amtsantritt verstarb er 1908 in Arolsen, der Residenzstadt des Fürstentums.